# Moros y Cristianos de Bañeres
Las fiestas de Moros y Cristianos de Bañeres (en valenciano Moros i Cristians de Banyeres de Mariola), son una fiesta que tiene lugar en la ciudad de Bañeres (Alicante), Comunidad Valenciana, España y que incluyen la representación de la lucha entre dos bandos, musulmán y cristiano. Son fiestas de Interés Turístico Nacional desde 1988.

## Origen e historia
Es una celebración festiva arraigada en la historia de muchas poblaciones de la Comunidad Valenciana aunque con diferentes nombres y formas de representación. El origen de la fiesta en Bañeres es incierta, pero se remonta al Siglo XVIII, donde el rey Felipe V da el privilegio a la villa, en 1708, para que se celebre una soldadesca con arcabuz. No es hasta 1747 que se menciona un gasto de 6 libras, según el Archivo Histórico Nacional, para una fiesta dedicada a San Jorge en la población. En 1786, los vecinos de Bañeres consiguieron una dispensa de la prohibición de tiros de arcabuz que fue aprobado por Carlos III quince años antes.
El botánico Antonio José de Cavanilles estuvo presente en las fiestas de 1792 y dejó constancia en su Cuaderno de Excursiones de la fiesta de Moros y Cristianos.

Bandera de Banyeres con San Jorge en el centro.

"Apenas salimos del pinar se ve ya el castillo y pueblo de Bañeres construido en lo alto de un montecito, y en la cumbre de ese el castillo, sus calles en cuesta, y todo cubierto al oriente por el cabezo de un monte, que ya se reputa ramal o primer escalón para la Mariola. Hacían los de Bañeres en ese día la fiesta de San Jorge, la que continuaron en el siguiente con grande estruendo de tiros y ataques, representando la toma del castillo por los moros y la represa que después hicieron los cristianos."

## Filaes
En Bañeres las filaes de los bandos moros y cristianos se componen de un total de 10. También se les llama Comparsas.
A continuación se muestran las filaes que se representan en las fiestas de Bañeres en su nomenclatura oficial en valenciano.

### Bando Moro
- Moros Vells: Anterior a 1780. Se desconoce su origen pero se cree que debe ser la primera filà del bando moro.[4]
- Moros Nous: Se desconoce su origen. Es posterior a la de Moros Vells.
- Marrocs: Fundada en 1926.[5]
- Pirates: Fundada en 1948.[6]
- Califes: Fundada en 1977.[7]

### Bando Cristiano
- Cristians: Anterior a 1780. Se desconoce su origen y es la filà más antigua del bando cristiano.
- Estudiants Fundada en 1907, aunque ya existió anteriormente.[8][9]
- Maseros: Fundada en 1928.
- Contrabandistes: Fundada en 1955.[10]
- Jordians: Fundada en 1980.[11]

## Organización

### Cofradía de San Jorge
Es una asociación pública de fieles que está constituida por la Parroquia de Nuestra Señora de la Misericordia. Su objetivo es el culto a San Jorge, patrón de la población de Bañeres así como la organizadora de los actos religiosos dedicados a San Jorge como las procesiones, misas y ofrendas. También se dedica a cuidar tanto la ermita de San Jorge como la imagen del santo y todos los altares dedicados. La asociación fue fundada en 1928.

### Comisión de Fiestas
Es la entidad organizadora de las fiestas de Moros y Cristianos. Se encarga de organizar todos los actos lúdicos de la festividad que junto con la Cofradía de San Jorge conforman las fiestas de Moros y Cristianos de Bañeres.

## Museo Festero
El Museo Festero de Bañeres es un museo dedicado a la fiesta de Moros y Cristianos de la localidad de Bañeres, donde el visitante puede visitar en tres plantas todos los detalles de las fiestas. Se encuentra en la torre del homenaje del castillo. En la planta baja se encuentra una explicación del castillo y la importancia de la fiesta para la población. También se encuentran expuestos los trajes de las 10 filaes que componen la fiesta. En la primera planta se encuentra la explicación de los actos festeros. En la segunda planta se encuentra la historia de los programas y carteles de fiestas, así como la historia de la Cofradía de San Jorge y la fiesta religiosa.

## Desarrollo de la fiesta
Los días centrales de las fiestas se celebran entre el 22 de abril y el 25 de abril, aunque ya hay actos el día 21 de abril y también el resto del año.

### Actos previos
En marzo se presenta el cartel de las fiestas y su revista. Entre marzo y abril se celebran las entraetes, un desfile informal por las calles de la población que previamente han sido sorteadas. La filà Contrabandistes desfila siempre el día de Pascua o día de Gloria. El mismo día de Pascua se plantan las banderas. La filà Cristians iza su bandera en la ermita del Santo Cristo, la filà Moros Vells lo hace en el castillo que además es la sede del museo festero, la filà Maseros iza su bandera en su recinto propio del castillo y la filà Contrabandistes en la masía el Morer. El resto de filaes izan su bandera en sus respectivos masets. Por otro lado, la Cofradía de San Jorge iza las banderas de las 10 filaes en la ermita de San Jorge. En una fecha entre marzo y abril se hace el acto de la Exaltación de los Capitanes, Abanderadas y el Pregón de las fiestas.

### Día 21 de abril. Procesión del traslado
En la tarde del 21 de abril se hacer la Procesión del traslado donde se traslada la imagen de San Jorge desde su ermita hasta la iglesia Parroquial de Nuestra Señora de la Misericordia. El recorrido transcurre por las calles San Jorge, plaza Mayor, calle Mayor, Felipe IV, San Jaime, Àngel Torró y finaliza en la plaza mayor. En esta procesión participan todos los miembros de las filaes, los capitanes, las abanderadas, los presidentes, la Comisión de Fiestas, la Cofradía de San Jorge autoridades y el pueblo devoto. A la salida del santo desde su ermita se disparan 21 salvas en su honor.

### Día 22 de abril. Día de la entrada

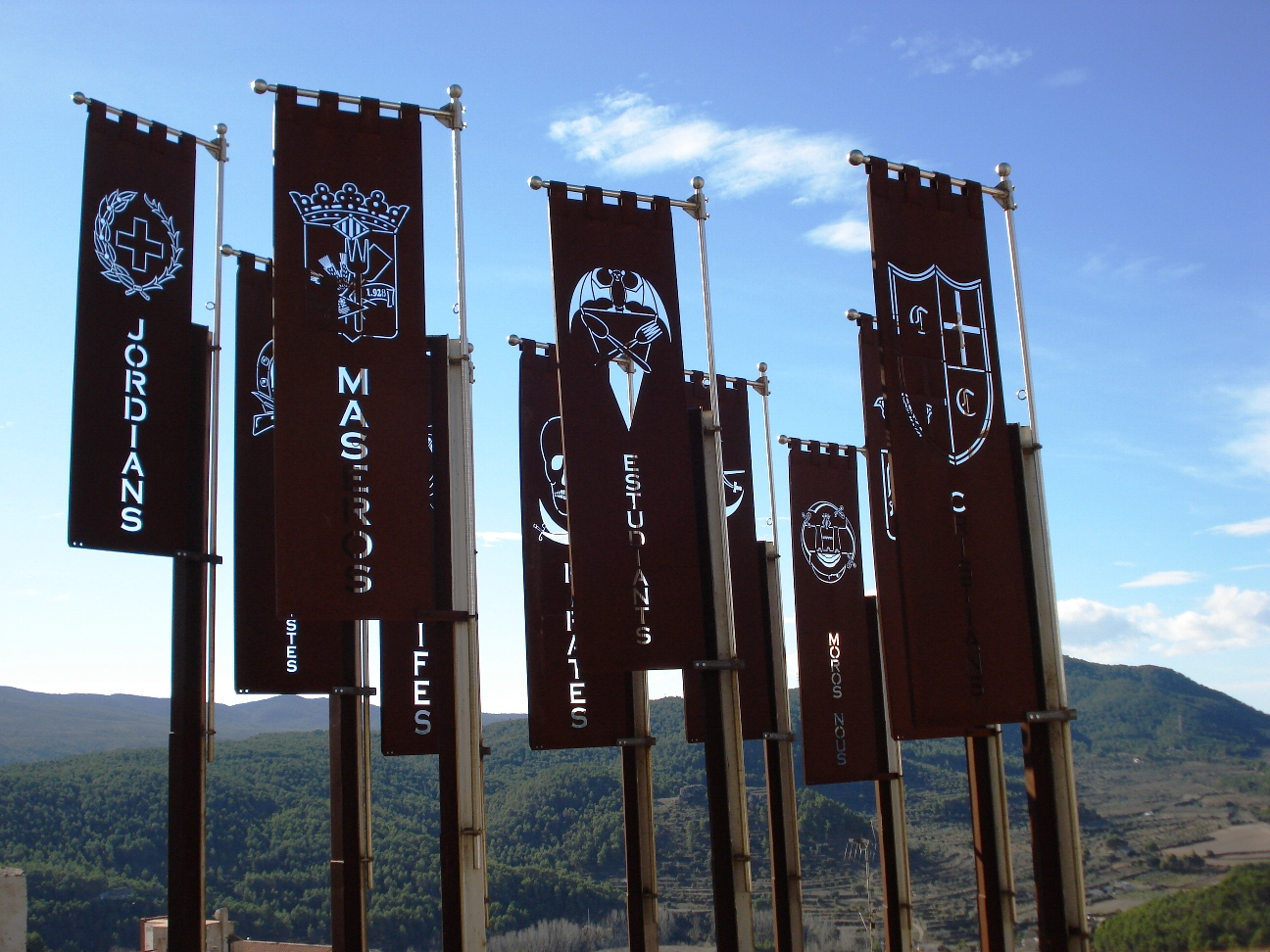
Estandartes de las filaes.

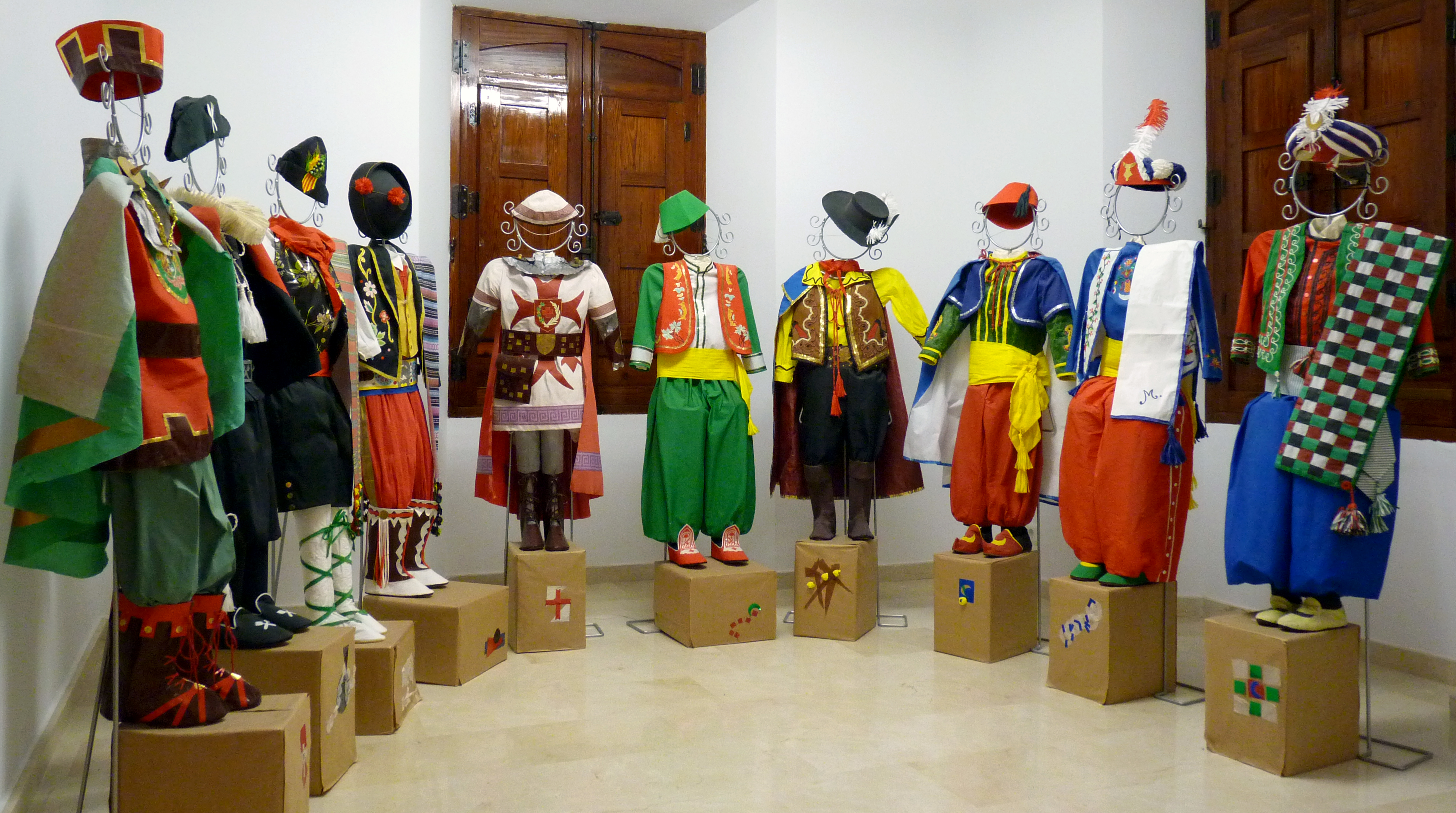
Trajes de las filaes en el Museo Valenciano del Papel.

A la 1 de la madrugada se voltean las campanas para anunciar el inicio de las fiestas a toda la población. 
A las 10:30 de la mañana se concentran en la plaza de los Plátanos todas las filaes con sus respectivas bandas de música para iniciar la ofrenda de flores en honor al patrón. Se inicia con la banda local Societat Musical Banyeres de Mariola y le siguen primero el bando cristiano y luego el bando moro. Finaliza el acto de la ofrenda la filà Maseros. Al finalizar el acto se dispara una mascletá en el patio de la Casa Abadía. Tras la mascletá se toca el Himno de la Comunidad Valenciana mientras se iza la Señera Valenciana en el castillo y luego se toca el Himno de la Fiesta del compositor Godofredo Garrigues Perucho con letra de Modesto Micó compuesto en 1990.
Texto del Himno de Fiestas:
Al nostre Patró Sant Jordi
en Banyeres tots els anys
li fem festes religioses
i de Moros i Cristians.
Festes d'unió i armonia
on s'enjunten braç en braç
tots formats en una esquadra
el patrono i el treball.
Festes de companyerisme,
festes en comunitat,
d'unió entre rics i pobres,
d'unió entre xics i grans.
Teixidor, deixa el teler,
llaurador, guarda el forcat,
trau el traje de fester
i a formar a la filà.
Vítol al Patró Sant Jordi,
diuen músics i paisans;
Vítol al Patró Sant Jordi,
diuen Moros i Cristians
Vítol al Patró Sant Jordi,
repetirem tots els anys
units en un mateix crit
units perquè som germans.
Moros i Cristians!
Tras el Himno de la Fiesta las bandas de música de las 10 filaes participan en el Concurso de Bandas Godofredo Garrigues donde cada banda interpreta un pasodoble.
A las 17 horas los bandos moro y cristiano se reúnen en la Torre de la Font Bona y en la calle del Llavadoret para dar inicio a la Entrada de Moros y Cristianos. El recorrido se inicia desde la calle Font Bona, avenida Gregorio Molina, plaza de los Plátanos, avenida de los Fueros, calle de La Cruz y plaza del Ayuntamiento. Después los bandos moro y cristiano acuden a la plaza Mayor donde se rinden armas frente a la imagen de San Jorge en la fachada del templo parroquial de Nuestra Señora de la Misericordia.
A la media noche inicia el acto de la Retreta donde toman parte todas las filaes empezando por el bando cristiano y finalizando con las del bando moro. La Retreta comienza desde la plaza Mayor y sigue por las calles, Mayor, Felipe IV, Nueva, Virgen de los Desamparados, San Antonio, San Jorge, Ermita, Maestro Martínez y La Malena.

### Día 23 de abril. Día del Patrón

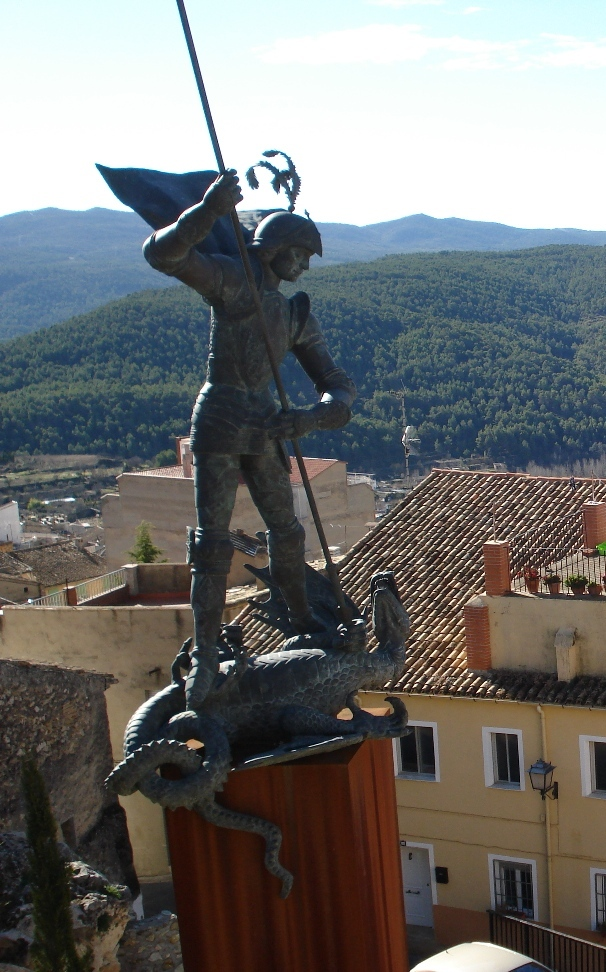
Estatua de San Jorge a los pies del castillo.

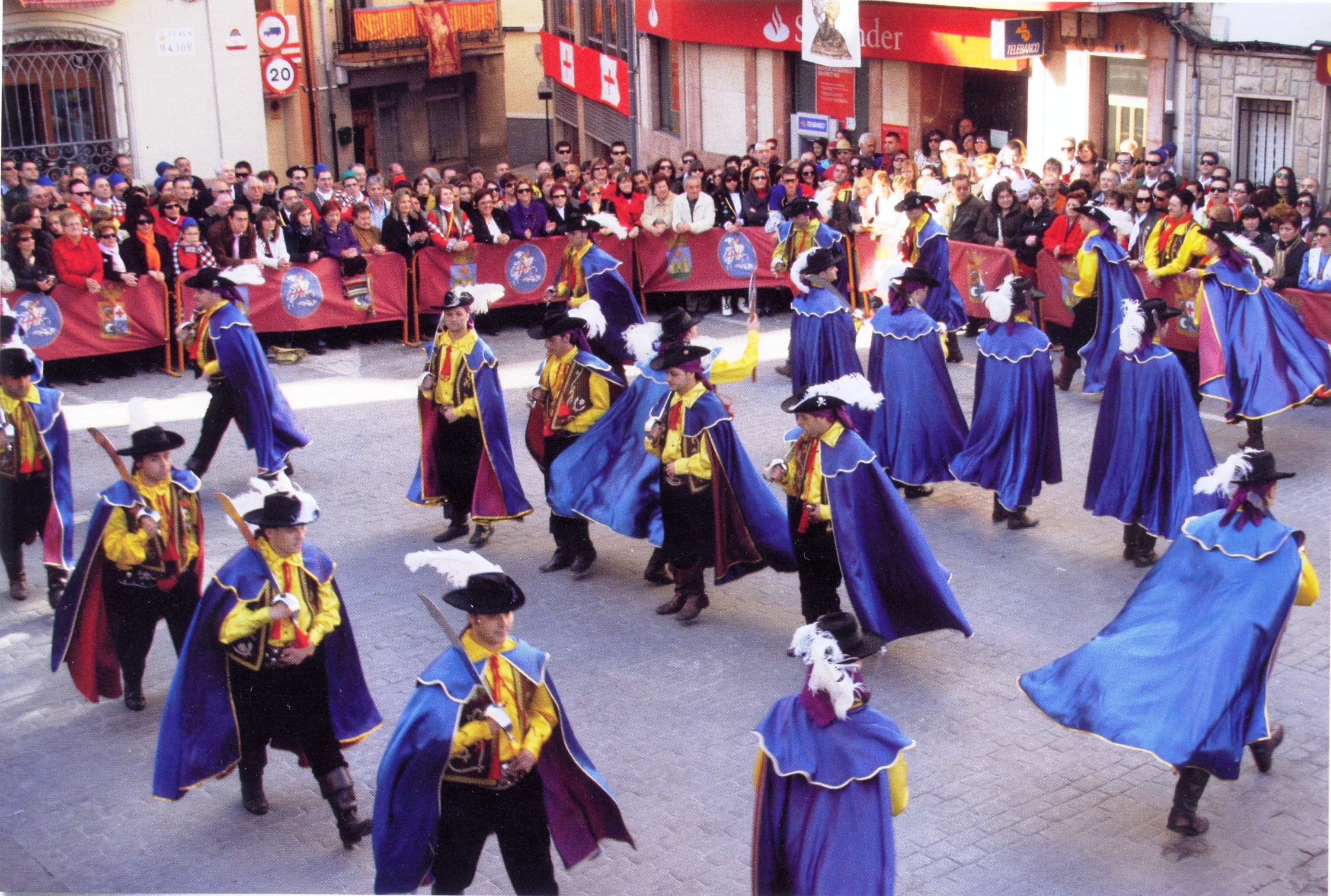
Escuadra de Pirates en la Diana. 2009.

Se inicia el día con una despertà por parte de la filà Moros Vells a las 6 de la mañana por diferentes calles de la población. A las 07:30 con el volteo general de campanas iniciará la Diana en el que se incluye el Concurso de Cabos y Escuadras en el que participan todas las filaes con sus bandas de música. Cada una de las filaes hace un recorrido distinto por las calles de la población. Al finalizar el acto las banderas de las filaes, los Capitanes, Abanderadas, Presidentes, Comisión de Fiestas y la Corporación Municipal acuden a la iglesia de Nuestra Señora de la Misericordia para la Misa Mayor. Al finalizar y desde el patio de la Casa Abadía se dispara una mascletá. 
A las 17 horas da comienzo el Desfile Infantil de cabos y escuadras que recorre la avenida de los Fueros, la calle de La Cruz, la plaza del Ayuntamiento y la plaza Mayor. 
A las 19 horas y desde la iglesia de Nuestra Señora de la Misericordia empieza la Procesión General dedicada al patrón recorriendo la plaza Mayor, calle Mayor, Laporta, San Pedro, La Cruz y la plaza del Ayuntamiento finalizando el acto en la iglesia de Nuestra Señora de la Misericordia. Al finalizar la procesión, desde la plaza Mayor se dispara un castillo de fuegos artificiales y se canta el Himno a San Jorge.
Texto del Himno a San Jorge de Bañeres:
Gloria, Gloria sin fin a San Jorge,
que de Cristo vindica el honor:
y a Bañeres que coronas le teje,
le devuelve paz, dicha y amor
Con ferviente entusiamo te aclaman,
en Banyeres por Padre y Patrón;
y te ciñen radiante corona,
los vecinos del pueblo español.
Al olor de sus suaves perfumes,
van en coros pisando su huellas,
y el Mártir inspirando va en ellas,
su pureza e intrépido valor.

### Día 24 de abril. Día de Moros y Cristianos

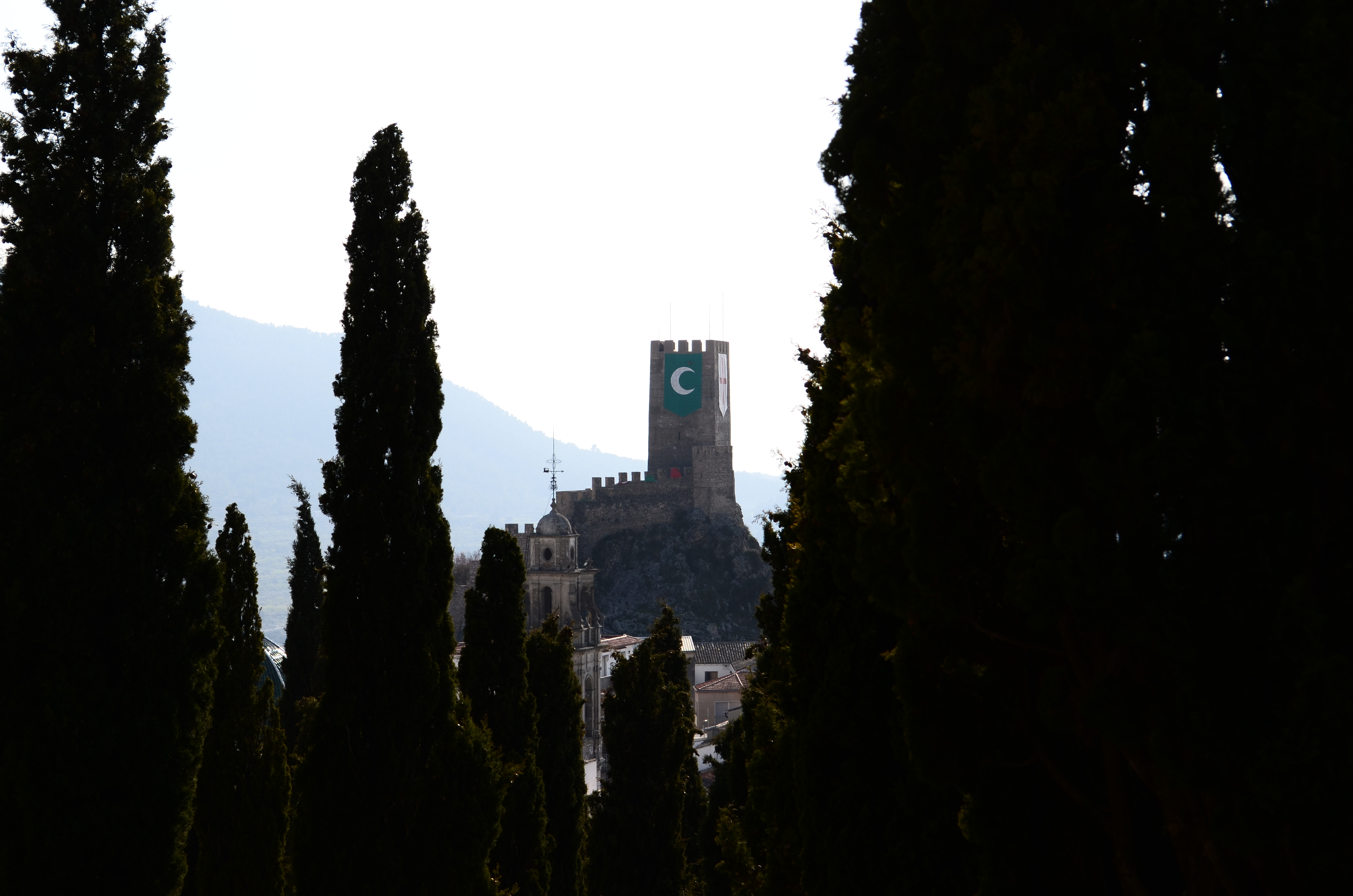
Castillo de Bañeres, lugar donde se celebran las embajadas.

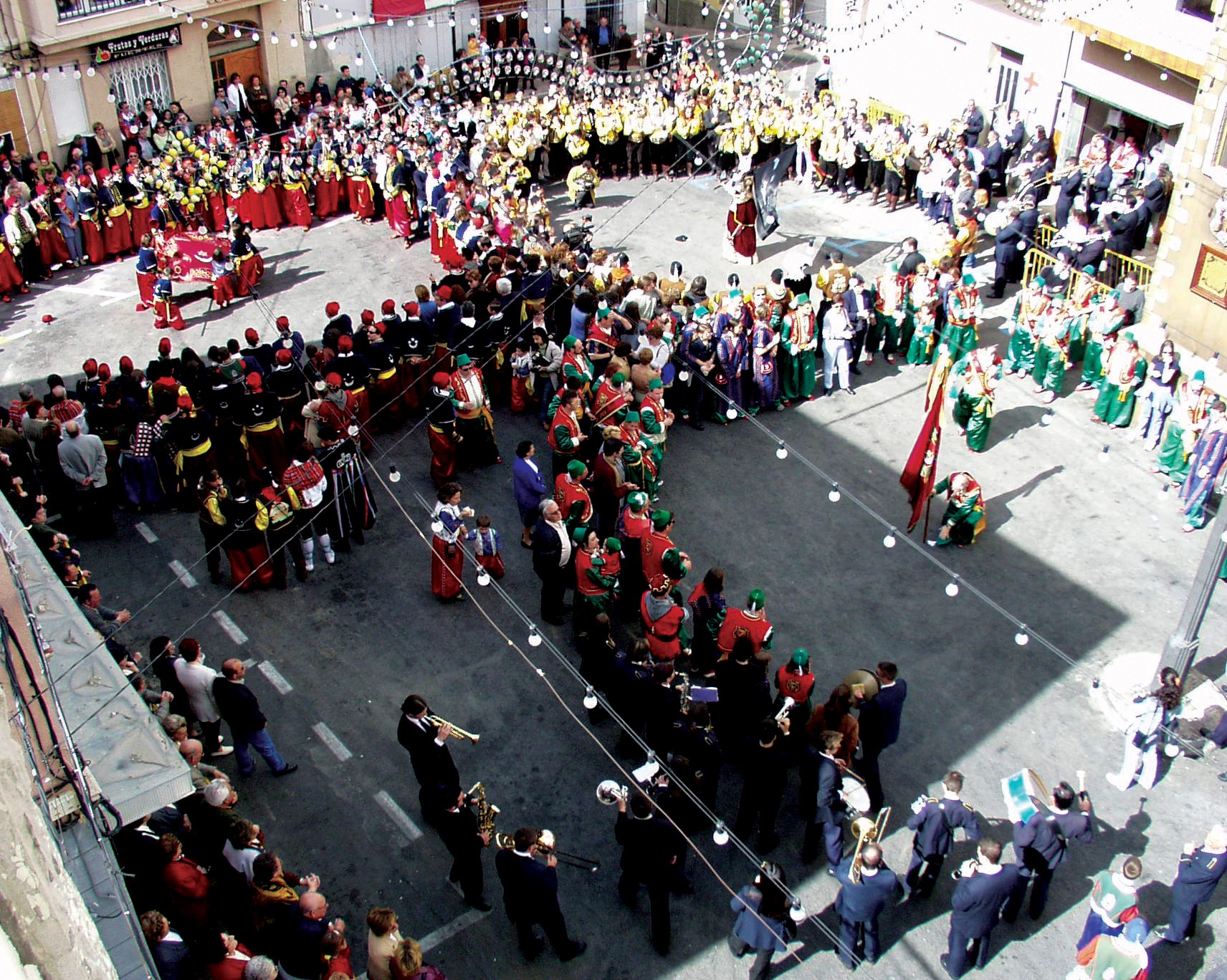
Baile de banderas.

A las 6 de la mañana, como el día anterior, se repite la despertà por parte de la filà Moros Vells y a las 07:30 se repite de nuevo el acto de la Diana por diferentes calles de la población según la filà.
A las 10:45 en la Sierra de la Nieve se hace un simulacro de combate con arcabuz por parte de los Capitanes y Abanderados de ambos bandos. Tras finalizar el combate y desde el barranco Fondo inicia el baile de banderas y las guerrillas por diferentes calles de la población hasta llegar al monumento a San Jorge a los pies del castillo. A las 13:30 tiene lugar en el castillo la Embajada Mora. Por la tarde, a las 17:30, se repite el acto de la guerrilla de arcabuz por diferentes calles de la población y las 19 horas inicia el acto de la Embajada Cristiana en el castillo. Al finalizar la embajada, la filà Moros Vells efectúa el Ball del Moro, una danza antigua que representan las filaes moras de algunas de las poblaciones donde se representan fiestas de Moros y Cristianos. 
A las 20:30, las filaes Estudiants y Moros Nous representan en el castillo de madera ubicado en la plaza Mayor la Embajada Humorística. Seguidamente lo hacen la filà Pirates. 

### Día 25 de abril. Día el Santo Cristo
A las 8 de la mañana los dos bandos se reúnen en la Finca el Morer donde se intercambian las banderas los viejos y nuevos capitanes para el año siguiente. Acto seguido y por las calles de la población se hacen disparos de arcabuz acudiendo también a la ermita de San Jorge y al cementerio. Al finalizar el acto se celebra una misa de difuntos en el mismo cementerio. 
Al mediodía los nuevos capitanes firman en el Libro de Oro de la Cofradía del Santo Cristo y se dirigen disparando a la ermita de La Malena donde tiene lugar el despojo del moro o conversión del moro al cristianismo y luego de nuevo el Ball del Moro. 
Las fiestas finalizan a las 17 horas con el alzamiento de los nuevos capitanes para las fiestas del año siguiente y se trasladan los Sant Jordiets a las casas de los nuevos capitanes.  